# Timna Moser
Pour les articles homonymes, voir Timna (homonymie) et Moser.
Timna Moser, née le 26 décembre 1999, elle est coureuse  autrichienne  du combiné nordique et sauteuse à ski.
Elle s'est fait connaître en 2014 et 2015, en remportant dans sa classe d'âge la totalité des premières épreuves féminines de combiné nordique jamais organisées.
Elle n'est plus vue en compétition depuis 2017.

## Palmarès

### Combiné
| Date             | Événement                       | Lieu       | Épreuve                  | Rang |
| ---------------- | ------------------------------- | ---------- | ------------------------ | ---- |
| 29 août 2014     | Grand Prix d'été de la jeunesse | Oberstdorf | Gundersen HS 60 / 4 km   | 1    |
| 30 août 2014     | Grand Prix d'été de la jeunesse | Oberstdorf | Gundersen HS 60 / 2,5 km | 1    |
| 21 février 2015  | Jeux nordiques de l'OPA         | Seefeld    | Gundersen 4 km           | 1    |
| 11 mars 2015     | coupe FIS de la jeunesse,       | Trondheim  | Gundersen 4 km           | 1    |
| 12 mars 2015     | coupe FIS de la jeunesse,       | Trondheim  | Gundersen 4 km           | 1    |
| 4 septembre 2015 | Grand Prix d'été de la jeunesse | Oberstdorf | Gundersen HS 60 / 2,5 km | 1    |
| 5 septembre 2015 | Grand Prix d'été de la jeunesse | Oberstdorf | Gundersen HS 60 / 2,5 km | 1    |

### Saut à ski
- le 14 septembre 2013, deuxième place à Einsiedeln (Suisse) lors d'une épreuve de la Coupe OPA
- le 30 janvier 2015, cinquième place lors de l'épreuve par équipes du Festival olympique de la jeunesse européenne à Tschagguns / Gaschurn (Autriche)
- en date du 20 septembre 2015, elle totalise 20 départs dans des épreuves internationales de saut, le premier d'entre eux le 13 septembre 2013 à Einsiedeln (Suisse)

## Sources